# Seznam medailistů na mistrovství světa v klasickém lyžování – běh na lyžích muži
Seznam medailistů na mistrovství světa v klasickém lyžování – běh na lyžích muži uvádí přehled závodníků, kteří získali medaile v soutěžních disciplínách jednotlivců, týmů nebo ve štafetách na mistrovstvích světa v klasickém lyžování.

## 18 km a 15 km
| Soutěž                                 | Zlato                       | Stříbro                     | Bronz                       |
| 18 km                                  |                             |                             |                             |
| 1925 Janské Lázně                      | Otakar Německý              | Franz Donth                 | Josef Erlebach              |
| 1926                                   | Závod nebyl na programu MS  | Závod nebyl na programu MS  | Závod nebyl na programu MS  |
| 1927 Cortina d'Ampezzo                 | John Lindgren               | Franz Donth                 | Viktor Schneider            |
| 17 km                                  |                             |                             |                             |
| 1929 Zakopane                          | Veli Saarinen               | Anselm Knuuttila            | Hjalmar Bergström           |
| 1930 Oslo                              | Arne Rustadstuen            | Trygve Brodahl              | Tauno Lappalainen           |
| 18 km                                  |                             |                             |                             |
| 1931 Oberhof                           | Johan Grøttumsbråten        | Kristian Hovde              | Nils Svärd                  |
| 1933 Innsbruck                         | Nils-Joel Englund           | Hjalmar Bergström           | Väinö Liikkanen             |
| 1934 Sollefteå                         | Sulo Nurmela                | Veli Saarinen               | Martti Lappalainen          |
| 1935 Vysoké Tatry                      | Klaes Karppinen             | Oddbjørn Hagen              | Olaf Hoffsbakken            |
| 1937 Chamonix                          | Lars Bergendahl             | Kalle Jalkanen              | Pekka Niemi                 |
| 1938 Lahti                             | Pauli Pitkänen              | Alfred Dahlqvist            | Kalle Jalkanen              |
| 1939 Zakopane                          | Juho Kurikkala              | Klaes Karppinen             | Carl Pahlin                 |
| 1950 Lake Placid                       | Karl-Erik Åström            | Enar Josefsson              | Arnljot Nyaas               |
| 15 km                                  |                             |                             |                             |
| 1954 Falun                             | Veikko Hakulinen            | Arvo Viitanen               | August Kiuru                |
| 1958 Lahti                             | Veikko Hakulinen            | Pavel Kolčin                | Anatolij Šeljuchin          |
| 1962 Zakopane                          | Assar Rönnlund              | Harald Grønningen           | Einar Østby                 |
| 1966 Oslo                              | Gjermund Eggen              | Ole Ellefsæter              | Odd Martinsen               |
| 1970 Vysoké Tatry                      | Lars-Göran Åslund           | Odd Martinsen               | Fjodor Simašev              |
| 1974 Falun                             | Magne Myrmo                 | Gerhard Grimmer             | Vasilij Ročev               |
| 1978 Lahti                             | Józef Łuszczek              | Jevgenij Běljajev           | Juha Mieto                  |
| 1982 Oslo                              | Oddvar Brå                  | Alexandr Zavjalov           | Harri Kirvesniemi           |
| 1985 Seefeld                           | Kari Härkönen               | Thomas Wassberg             | Maurilio De Zolt            |
| 1987 Oberstdorf                        | Marco Albarello             | Thomas Wassberg             | Mikhail Devyatyarov         |
| 1989 Lahti (volný styl)                | Gunde Svan                  | Torgny Mogren               | Lars Håland                 |
| 1989 Lahti (klasický styl)             | Harri Kirvesniemi           | Pål Gunnar Mikkelsplass     | Vegard Ulvang               |
| 1991 Val di Fiemme                     | Bjørn Dæhlie                | Gunde Svan                  | Vladimir Smirnov            |
| 1993-1999                              | Závod nebyl na programu MS. | Závod nebyl na programu MS. | Závod nebyl na programu MS. |
| 2001 Lahti                             | Per Elofsson                | Mathias Fredriksson         | Odd-Bjørn Hjelmeset         |
| 2003 Val di Fiemme                     | Axel Teichmann              | Jaak Mae                    | Frode Estil                 |
| 2005 Oberstdorf                        | Pietro Piller Cottrer       | Fulvio Valbusa              | Tore Ruud Hofstad           |
| 2007 Sapporo                           | Lars Berger                 | Leonid Karnějenko           | Tobias Angerer              |
| 2009 Liberec                           | Andrus Veerpalu             | Lukáš Bauer                 | Matti Heikkinen             |
| 2011 Oslo                              | Matti Heikkinen             | Eldar Rønning               | Martin Johnsrud Sundby      |
| 2013 Val di Fiemme                     | Petter Northug              | Johan Olsson                | Tord Asle Gjerdalen         |
| 2015 Falun                             | Johan Olsson                | Maurice Manificat           | Anders Glöersen             |
| 2017 Lahti                             | Iivo Niskanen               | Martin Johnsrud Sundby      | Niklas Dyrhaug              |
| 2019 Seefeld                           | Martin Johnsrud Sundby      | Alexandr Bessmertnych       | Iivo Niskanen               |
| 2021 Oberstdorf                        | Hans Christer Holund        | Simen Hegstad Krüger        | Harald Østberg Amundsen     |
| 2023 Planica                           | Simen Hegstad Krüger        | Harald Østberg Amundsen     | Hans Christer Holund        |
| Závod ukončen na MS 2025 v Trondheimu. |                             |                             |                             |

## 50 km
Od roku 1925.
| Soutěž                 | Zlato                  | Stříbro                | Bronz                |
| 1925 Janské Lázně      | Franz Donth            | František Häckel       | Antonín Ettrich      |
| 1926 Lahti             | Matti Raivio           | Tauno Lappalainen      | Olav Kjelbotn        |
| 1927 Cortina d'Ampezzo | John Lindgren          | John Wikström          | Franz Donth          |
| 1929 Zakopane          | Anselm Knuuttila       | Veli Saarinen          | Olle Hansson         |
| 1930 Oslo              | Sven Utterström        | Arne Rustadstuen       | Adiel Paananen       |
| 1931 Oberhof           | Ole Stenen             | Martin Peder Vangli    | Karl Lindberg        |
| 1933 Innsbruck         | Veli Saarinen          | Sven Utterström        | Hjalmar Bergström    |
| 1934 Sollefteå         | Elis Wiklund           | Nils-Joel Englund      | Olli Remes           |
| 1935 Vysoké Tatry      | Nils-Joel Englund      | Klaes Karppinen        | Trygve Brodahl       |
| 1937 Chamonix          | Pekka Niemi            | Klaes Karppinen        | Vincenzo Demetz      |
| 1938 Lahti             | Kalle Jalkanen         | Alvar Rantalahti       | Lars Bergendahl      |
| 1939 Zakopane          | Lars Bergendahl        | Klaes Karppinen        | Oscar Gjøslien       |
| 1950 Lake Placid       | Gunnar Eriksson        | Enar Josefsson         | Nils Karlsson        |
| 1954 Falun             | Vladimir Kuzin         | Veikko Hakulinen       | Arvo Viitanen        |
| 1958 Lahti             | Sixten Jernberg        | Veikko Hakulinen       | Arvo Viitanen        |
| 1962 Zakopane          | Sixten Jernberg        | Assar Rönnlund         | Kalevi Hämäläinen    |
| 1966 Oslo              | Gjermund Eggen         | Arto Tiainen           | Eero Mäntyranta      |
| 1970 Vysoké Tatry      | Kalevi Oikarainen      | Vjačeslav Vedenin      | Gerhard Grimmer      |
| 1974 Falun             | Gerhard Grimmer        | Stanislav Henych       | Thomas Magnusson     |
| 1978 Lahti             | Sven-Åke Lundbäck      | Jevgenij Běljajev      | Jean-Paul Pierrat    |
| 1982 Oslo              | Thomas Wassberg        | Jurij Burlakov         | Lars-Erik Eriksen    |
| 1985 Seefeld           | Gunde Svan             | Maurilio De Zolt       | Ove Aunli            |
| 1987 Oberstdorf        | Maurilio De Zolt       | Thomas Wassberg        | Torgny Mogren        |
| 1989 Lahti             | Gunde Svan             | Torgny Mogren          | Alexej Prokurorov    |
| 1991 Val di Fiemme     | Torgny Mogren          | Gunde Svan             | Maurilio De Zolt     |
| 1993 Falun             | Torgny Mogren          | Hervé Balland          | Bjørn Dæhlie         |
| 1995 Thunder Bay       | Silvio Fauner          | Bjørn Dæhlie           | Vladimir Smirnov     |
| 1997 Trondheim         | Mika Myllylä           | Erling Jevne           | Bjørn Dæhlie         |
| 1999 Ramsau            | Mika Myllylä           | Andrus Veerpalu        | Michail Botvinov     |
| 2001 Lahti             | Johann Mühlegg         | René Sommerfeldt       | Sergej Krijanin      |
| 2003 Val di Fiemme     | Martin Koukal          | Anders Södergren       | Jörgen Brink         |
| 2005 Oberstdorf        | Frode Estil            | Anders Aukland         | Odd-Bjørn Hjelmeset  |
| 2007 Sapporo           | Odd-Bjørn Hjelmeset    | Frode Estil            | Jens Filbrich        |
| 2009 Liberec           | Petter Northug         | Maxim Vylegžanin       | Tobias Angerer       |
| 2011 Oslo              | Petter Northug         | Maxim Vylegžanin       | Tord Asle Gjerdalen  |
| 2013 Val di Fiemme     | Johan Olsson           | Dario Cologna          | Alexej Poltoranin    |
| 2015 Falun             | Petter Northug         | Lukáš Bauer            | Johan Olsson         |
| 2017 Lahti             | Alex Harvey            | Sergej Usťugov         | Matti Heikkinen      |
| 2019 Seefeld           | Hans Christer Holund   | Alexandr Bolšunov      | Sjur Røthe           |
| 2021 Oberstdorf        | Emil Iversen           | Alexandr Bolšunov      | Simen Hegstad Krüger |
| 2023 Planica           | Pål Golberg            | Johannes Høsflot Klæbo | William Poromaa      |
| 2025 Trondheim         | Johannes Høsflot Klæbo | William Poromaa        | Simen Hegstad Krüger |

- Klasický styl - 1925-1982, 1997-1999, 2005-2007
- Volný styl - 1985-1995, 2001-2003, 2009
- Hromadný start - 2005

## 30 km
| Soutěž                  | Zlato                      | Stříbro                    | Bronz                      |
| 1926 Lahti              | Matti Raivio               | Tauno Lappalainen          | Veli Saarinen              |
| 1927-1950               | Závod nebyl na programu MS | Závod nebyl na programu MS | Závod nebyl na programu MS |
| 1954 Falun              | Vladimir Kuzin             | Veikko Hakulinen           | Martti Lautala             |
| 1958 Lahti              | Kalevi Hämäläinen          | Pavel Kolčin               | Sixten Jernberg            |
| 1962 Zakopane           | Eero Mäntyranta            | Janne Stefansson           | Giulio de Florian          |
| 1966 Oslo               | Eero Mäntyranta            | Kalevi Laurila             | Walter Demel               |
| 1970 Vysoké Tatry       | Vjačeslav Vedenin          | Gerhard Grimmer            | Odd Martinsen              |
| 1974 Falun              | Thomas Magnusson           | Juha Mieto                 | Jan Staszel                |
| 1978 Lahti              | Sergej Saveljev            | Nikolaj Zimjatov           | Józef Łuszczek             |
| 1982 Oslo               | Thomas Eriksson            | Lars-Erik Eriksen          | Bill Koch                  |
| 1985 Seefeld            | Gunde Svan                 | Ove Aunli                  | Harri Kirvesniemi          |
| 1987 Oberstdorf         | Thomas Wassberg            | Aki Karvonen               | Christer Majbäck           |
| 1989 Lahti              | Vladimir Smirnov           | Vegard Ulvang              | Christer Majbäck           |
| 1991 Val di Fiemme      | Gunde Svan                 | Vladimir Smirnov           | Vegard Ulvang              |
| 1993 Falun              | Bjørn Dæhlie               | Vegard Ulvang              | Vladimir Smirnov           |
| 1995 Thunder Bay        | Vladimir Smirnov           | Bjørn Dæhlie               | Alexej Prokurorov          |
| 1997 Trondheim          | Alexej Prokurorov          | Bjørn Dæhlie               | Thomas Alsgaard            |
| 1999 Ramsau             | Mika Myllylä               | Thomas Alsgaard            | Bjørn Dæhlie               |
| 2001 Lahti              | Andrus Veerpalu            | Frode Estil                | Michail Ivanov             |
| 2003 Val di Fiemme      | Thomas Alsgaard            | Anders Aukland             | Frode Estil                |
| není již na programu MS |                            |                            |                            |

- Klasický styl - 1926, 1954-1995, 2001
- Volný styl - 1997-1999
- Hromadný start - 2003

## Štafeta 4 x 10 km
Od roku 1933
| Soutěž                                     | Zlato | Stříbro                                                                                     | Bronz |
| 1933 Innsbruck                             | Per-Erik Hedlund Sven Utterström Nils-Joel Englund Hjalmar Bergström                                                             | František Šimůnek Vladimír Novák Antonín Bartoň Cyril Musil                                 | Hugo Gstrein Hermann Gadner Balthasar Niederkofler Harald Paumgarten                                           |
| 1934 Sollefteå                             | Sulo Nurmela Klaes Karppinen Martti Lappalainen Veli Saarinen                                                                    | Walter Motz Josef Schreiner Willy Bogner Herbert Leupold                                    | Allan Karlsson Lars Theodor Jonsson Nils-Joel Englund Arthur Häggblad                                          |
| 1935 Vysoké Tatry                          | Mikko Husu Klaes Karppinen Väinö Liikkanen Sulo Nurmela                                                                          | Sverre Brodahl Bjarne Iversen Olaf Hoffsbakken Oddbjørn Hagen                               | Halvar Moritz Erik August Larsson Martin Matsbo Nils-Joel Englund                                              |
| 1937 Chamonix                              | Annar Ryen Oskar Fredriksen Sigurd Røen Lars Bergendahl                                                                          | Pekka Niemi Klaes Karppinen Juho 'Jussi' Kurikkala Kalle Jalkanen                           | Giulio Gerardi Aristide Compagnoni Silvio Confortola Vincenzo Demetz                                           |
| 1938 Lahti                                 | Juho 'Jussi' Kurikkala Martti Lauronen Pauli Pitkänen Klaes Karppinen                                                            | Ragnar Ringstad Olav Økern Arne Larsen Lars Bergendahl                                      | Sven Hansson Donald Johansson Sigurd Nilsson Martin Matsbo                                                     |
| 1939 Zakopane                              | Pauli Pitkänen Olavi Alakulppi Eino Olkinuora Klaes Karppinen                                                                    | Alvar Hägglund Selm Stenvall John Westbergh Carl Pahlin                                     | Aristide Compagnoni Severino Compagnoni Gottfredo Baur Alberto Jammeron                                        |
| 1950 Lake Placid                           | Nils Täpp Karl-Erik Åström Martin Lundström Enar Josefsson                                                                       | Heikki Hasu Viljo Vellonen Paavo Lonkila August Kiuru                                       | Martin Stokken Eilert Dahl Kristian Bjørn Henry Hermansen                                                      |
| 1954 Falun                                 | August Kiuru Tapio Mäkelä Arvo Viitanen Veikko Hakulinen                                                                         | Nikolaj Kozlov Fjodor Terentěv Aleksej Kuzněcov Vladimir Kuzin                              | Sune Larsson Sixten Jernberg Arthur Olsson Per-Erik Larsson                                                    |
| 1958 Lahti                                 | Sixten Jernberg Lennart Larsson Sture Grahn Per-Erik Larsson                                                                     | Fjodor Terentě Nikolaj Anikin Anatolij Šeljuchin Pavel Kolčin                               | Kalevi Hämäläinen Arto Tiainen Arvo Viitanen Veikko Hakulinen                                                  |
| 1962 Zakopane                              | Lars Olsson Sture Grahn Sixten Jernberg Assar Rönnlund                                                                           | Väinö Huhtala Kalevi Laurila Pentti Pesonen Eero Mäntyranta                                 | Ivan Utrobin Pavel Kolčin Aleksej Kuzněcov Gennadij Vaganov                                                    |
| 1966 Oslo                                  | Odd Martinsen Harald Grønningen Ole Ellefsæter Gjermund Eggen                                                                    | Kalevi Oikarainen Hannu Taipale Kalevi Laurila Eero Mäntyranta                              | Giulio de Florian Franco Nones Gianfranco Stella Franco Manfroi                                                |
| 1970 Vysoké Tatry                          | Vladimir Voronkov Valerij Tarakanov Fjodor Simašev Vjačeslav Vedenin                                                             | Gerd Hessler Axel Lesser Gerhard Grimmer Gert-Dietmar Klause                                | Ove Lestander Jan Halvarsson Ingvar Sandström Lars-Göran Åslund                                                |
| 1974 Falun                                 | Gerd Hessler Dieter Meinel Gerhard Grimmer Gert-Dietmar Klause                                                                   | Ivan Garanin Fjodor Simašev Vasilij Ročev Jurij Skobov                                      | Magne Myrmo Odd Martinsen Ivar Formo Oddvar Brå                                                                |
| 1978 Lahti                                 | Sven-Åke Lundbäck Christer Johansson Tommy Limby Thomas Magnusson                                                                | Esko Lähtevänoja Juha Mieto Pertti Teurajärvi Matti Pitkänen                                | Lars-Erik Eriksen Ove Aunli Ivar Formo Oddvar Brå                                                              |
| 1982 Oslo                                  | Lars-Erik Eriksen Ove Aunli Pål Gunnar Mikkelsplass Oddvar Brå Vladimir Nikitin Alexander Baťuk Jurij Burlakov Alexandr Zavjalov | (Neudělena)                                                                                 | Kari Härkönen Aki Karvonen Harri Kirvesniemi Juha Mieto Uwe Bellmann Uwe Wünsch Stefan Schicker Frank Schröder |
| 1985 Seefeld                               | Arild Monsen Pål Gunnar Mikkelsplass Tor Håkon Holte Ove Aunli                                                                   | Marco Albarello Giorgio Vanzetta Maurilio De Zolt Giuseppe Ploner                           | Erik Östlund Thomas Wassberg Thomas Eriksson Gunde Svan                                                        |
| 1987 Oberstdorf                            | Erik Östlund Gunde Svan Thomas Wassberg Torgny Mogren                                                                            | Aleksandr Baťuk Vladimir Smirnov Michail Devjaťjarov Vladimir Sachnov                       | Ove Aunli Vegard Ulvang Pål Gunnar Mikkelsplass Terje Langli                                                   |
| 1989 Lahti                                 | Christer Majbäck Gunde Svan Lars Håland Torgny Mogren                                                                            | Aki Karvonen Harri Kirvesniemi Kari Ristanen Jari Räsänen                                   | Ladislav Švanda Martin Petrásek Radim Nyč Václav Korunka                                                       |
| 1991 Val di Fiemme                         | Øyvind Skaanes Terje Langli Vegard Ulvang Bjørn Dæhlie                                                                           | Thomas Eriksson Christer Majbäck Gunde Svan Torgny Mogren                                   | Mika Kuusisto Harri Kirvesniemi Jari Isometsä Jari Räsänen                                                     |
| 1993 Falun                                 | Sture Sivertsen Vegard Ulvang Terje Langli Bjørn Dæhlie                                                                          | Maurilio De Zolt Marco Albarello Giorgio Vanzetta Silvio Fauner                             | Andrey Kirilov Igor Badamchin Alexej Prokurorov Mikhail Botvinov                                               |
| 1995 Thunder Bay                           | Sture Sivertsen Erling Jevne Bjørn Dæhlie Thomas Alsgaard                                                                        | Karri Hietamäki Harri Kirvesniemi Jari Räsänen Jari Isometsä                                | Fulvio Valbusa Marco Albarello Fabio Maj Silvio Fauner                                                         |
| 1997 Trondheim                             | Sture Sivertsen Erling Jevne Bjørn Dæhlie Thomas Alsgaard                                                                        | Harri Kirvesniemi Mika Myllylä Jari Räsänen Jari Isometsä                                   | Giorgio Di Centa Silvio Fauner Pietro Piller Cottrer Fulvio Valbusa                                            |
| 1999 Ramsau                                | Markus Gandler Alois Stadlober Mikhail Botvinov Christian Hoffmann                                                               | Espen Bjervig Erling Jevne Bjørn Dæhlie Thomas Alsgaard                                     | Giorgio Di Centa Fabio Maj Fulvio Valbusa Silvio Fauner                                                        |
| 2001 Lahti                                 | Frode Estil Odd-Bjørn Hjelmeset Thomas Alsgaard Tor Arne Hetland                                                                 | Urban Lindgren Mathias Fredriksson Magnus Ingesson Per Elofsson                             | Jens Filbrich Andreas Schlütter Ron Spanuth René Sommerfeldt                                                   |
| 2003 Val di Fiemme                         | Anders Aukland Frode Estil Tore Ruud Hofstad Thomas Alsgaard                                                                     | Jens Filbrich Andreas Schlütter René Sommerfeldt Axel Teichmann                             | Anders Södergren Per Elofsson Mathias Fredriksson Jörgen Brink                                                 |
| 2005 Oberstdorf                            | Odd-Bjørn Hjelmeset Frode Estil Lars Berger Tore Ruud Hofstad                                                                    | Jens Filbrich Andreas Schlütter Tobias Angerer Axel Teichmann                               | Nikolaj Pankratov Vasilij Ročev Jevgenij Dementěv Nikolaj Bolšakov                                             |
| 2007 Sapporo                               | Eldar Rønning Odd-Bjørn Hjelmeset Lars Berger Petter Northug                                                                     | Nikolaj Pankratov Vasilij Ročev Alexandr Legkov Jevgenij Dementěv                           | Martin Larsson Mathias Fredriksson Marcus Hellner Anders Södergren                                             |
| 2009 Liberec                               | Eldar Rønning Odd-Bjørn Hjelmeset Tore Ruud Hofstad Petter Northug                                                               | Jens Filbrich Tobias Angerer Franz Göring Axel Teichmann                                    | Matti Heikkinen Sami Jauhojärvi Teemu Kattilakoski Ville Nousiainen                                            |
| 2011 Oslo                                  | Martin Johnsrud Sundby Eldar Rønning Tord Asle Gjerdalen Petter Northug                                                          | Daniel Rickardsson Johan Olsson Anders Södergren Marcus Hellner                             | Jens Filbrich Axel Teichmann Franz Göring Tobias Angerer                                                       |
| 2013 Val di Fiemme                         | Tord Asle Gjerdalen Eldar Rønning Sjur Røthe Petter Northug                                                                      | Daniel Richardsson Johan Olsson Marcus Hellner Calle Halfvarsson                            | Jevgenij Bělov Maxim Vylegžanin Alexandr Legkov Sergej Usťugov                                                 |
| 2015 Falun                                 | Niklas Dyrhaug Didrik Tønseth Anders Gløersen Petter Northug                                                                     | Daniel Richardsson Johan Olsson Marcus Hellner Calle Halfvarsson                            | Jean-Marc Gaillard Maurice Manificat Robin Duvillard Adrien Backscheider                                       |
| 2017 Lahti                                 | Didrik Tønseth Niklas Dyrhaug Martin Johnsrud Sundby Finn Hågen Krogh                                                            | Andrej Larkov Alexander Bessmertnych Alexej Červotkin Sergej Usťugov                        | Daniel Rickardsson Johan Olsson Marcus Hellner Calle Halfvarsson                                               |
| 2019 Seefeld                               | Emil Iversen Martin Johnsrud Sundby Sjur Røthe Johannes Høsflot Klæbo                                                            | Andrej Larkov Alexander Bessmertnych Alexandr Bolšunov Sergej Usťugov                       | Adrien Backscheider Maurice Manificat Clément Parisse Richard Jouve                                            |
| 2021 Oberstdorf                            | Pål Golberg Emil Iversen Hans Christer Holund Johannes Høsflot Klæbo Norsko                                                      | Aleksey Chervotkin Ivan Yakimushkin Artem Maltsev Alexandr Bolšunov Ruská lyžařská federace | Hugo Lapalus Maurice Manificat Clément Parisse Jules Lapierre Francie                                          |
| 2023 Planica                               | Hans Christer Holund Pål Golberg Simen Hegstad Krüger Johannes Høsflot Klæbo Norsko                                              | Ristomatti Hakola Iivo Niskanen Perttu Hyvärinen Niko Anttola Finsko                        | Albert Kuchler Janosch Brugger Jonas Dobler Friedrich Moch Německo                                             |
| Od MS 2025 v Trondheimu štafeta 4 x 7,5 km | |                                                                                             | |
| 2025 Trondheim                             | Erik Valnes Martin Løwstrøm Nyenget Harald Østberg Amundsen Johannes Høsflot Klæbo Norsko                                        | Cyril Fähndrich Jonas Baumann Jason Rüesch Valerio Grond Švýcarsko                          | Truls Gisselman William Poromaa Jens Burman Edvin Anger Švédsko                                                |

## 10 km
Od roku 1991 do 1999.
| Soutěž                            | Zlato                  | Stříbro           | Bronz                   |
| 1991 Val di Fiemme                | Terje Langli           | Christer Majbäck  | Torgny Mogren           |
| 1993 Falun                        | Sture Sivertsen        | Vladimir Smirnov  | Vegard Ulvang           |
| 1995 Thunder Bay                  | Vladimir Smirnov       | Bjørn Dæhlie      | Mika Myllylä            |
| 1997 Trondheim                    | Bjørn Dæhlie           | Alexej Prokurorov | Mika Myllylä            |
| 1999 Ramsau                       | Mika Myllylä           | Alois Stadlober   | Odd-Bjørn Hjelmeset     |
| 2001 až 2023 nebylo na program MS |                        |                   |                         |
| 2025 Trondheim                    | Johannes Høsflot Klæbo | Erik Valnes       | Harald Ostberg Amundsen |

## Kombinace (skiatlon)
Od roku 1993
| Soutěž                                                                       | Zlato                  | Stříbro                 | Bronz                   |
| kombinace 10 km intervalový start + 15 km volný styl.                        |                        |                         |                         |
| 1993 Falun                                                                   | Bjørn Dæhlie           | Vladimir Smirnov        | Silvio Fauner           |
| 1995 Thunder Bay                                                             | Vladimir Smirnov       | Silvio Fauner           | Jari Isometsä           |
| 1997 Trondheim                                                               | Bjørn Dæhlie           | Mika Myllylä            | Alexej Prokurorov       |
| 1999 Ramsau                                                                  | Thomas Alsgaard        | Mika Myllylä            | Fulvio Valbusa          |
| 10 km klasický intervalový start + 10 km volný stíhací závod. Ve stejný den. |                        |                         |                         |
| 2001 Lahti                                                                   | Per Elofsson           | Johann Mühlegg          | Vitalij Denisov         |
| 10 km klasicky s hromadným startem; poté 10 km volný stíhací závod.          |                        |                         |                         |
| 2003 Val di Fiemme                                                           | Per Elofsson           | Tore Ruud Hofstad       | Jörgen Brink            |
| 15 km klasicky s hromadným startem; poté 15 km volný závod.                  |                        |                         |                         |
| 2005 Oberstdorf                                                              | Vincent Vittoz         | Giorgio Di Centa        | Frode Estil             |
| 2007 Sapporo                                                                 | Axel Teichmann         | Tobias Angerer          | Pietro Piller Cottrer   |
| 2009 Liberec                                                                 | Petter Northug         | Anders Södergren        | Giorgio Di Centa        |
| 2011 Oslo                                                                    | Petter Northug         | Maxim Vylegžanin        | Ilja Černousov          |
| 2013 Val di Fiemme                                                           | Dario Cologna          | Martin Johnsrud Sundby  | Sjur Røthe              |
| 2015 Falun                                                                   | Maxim Vylegžanin       | Alex Harvey             | Ola Vigen Hattestad     |
| 2017 Lahti                                                                   | Sergej Usťugov         | Martin Johnsrud Sundby  | Finn Hågen Krogh        |
| 2019 Seefeld                                                                 | Sjur Røthe             | Alexandr Bolšunov       | Martin Johnsrud Sundby  |
| 2021 Oberstdorf                                                              | Alexandr Bolšunov      | Simen Hegstad Krüger    | Hans Christer Holund    |
| 2023 Planica                                                                 | Simen Hegstad Krüger   | Johannes Høsflot Klæbo  | Sjur Røthe              |
| 10 km klasicky s hromadným startem; poté 10 km volný stíhací závod           |                        |                         |                         |
| 2025 Trondheim                                                               | Johannes Høsflot Klæbo | Martin Løwstrøm Nyenget | Harald Ostberg Amundsen |

## Sprint (individuálně)
Od roku 2001
| Soutěž             | Zlato                  | Stříbro             | Bronz                  |
| 2001 Lahti         | Tor Arne Hetland       | Cristian Zorzi      | Håvard Solbakken       |
| 2003 Val di Fiemme | Thobias Fredriksson    | Håvard Bjerkeli     | Tor Arne Hetland       |
| 2005 Oberstdorf    | Vasilij Ročev          | Tor Arne Hetland    | Thobias Fredriksson    |
| 2007 Sapporo       | Jens Arne Svartedal    | Mats Larsson        | Eldar Rønning          |
| 2009 Liberec       | Ola Vigen Hattestad    | Johan Kjølstad      | Nikolaj Morilov        |
| 2011 Oslo          | Marcus Hellner         | Petter Northug      | Emil Jönsson           |
| 2013 Val di Fiemme | Nikita Krjukov         | Petter Northug      | Alex Harvey            |
| 2015 Falun         | Petter Northug         | Alex Harvey         | Ola Vigen Hattestad    |
| 2017 Lahti         | Federico Pellegrino    | Sergej Usťugov      | Johannes Høsflot Klæbo |
| 2019 Seefeld       | Johannes Høsflot Klæbo | Federico Pellegrino | Gleb Retivych          |
| 2021 Oberstdorf    | Johannes Høsflot Klæbo | Erik Valnes         | Håvard Solås Taugbø    |
| 2023 Planica       | Johannes Høsflot Klæbo | Pål Golberg         | Jules Chappaz          |
| 2025 Trondheim     | Johannes Høsflot Klæbo | Federico Pellegrino | Lauri Vuorinen         |

## Týmový sprint
Od roku 2005
| Soutěž             | Zlato                               | Stříbro                                  | Bronz                                    |
| 2005 Oberstdorf    | Tore Ruud Hofstad Tor Arne Hetland  | Jens Filbrich Axel Teichmann             | Dušan Kožíšek Martin Koukal              |
| 2007 Sapporo       | Renato Pasini Cristian Zorzi        | Nikolaj Morilov Vasilij Ročev            | Milan Šperl Dušan Kožíšek                |
| 2009 Liberec       | Ola Vigen Hattestad Johan Kjølstad  | Tobias Angerer Axel Teichmann            | Sami Jauhojärvi Ville Nousiainen         |
| 2011 Oslo          | Devon Kershaw Alex Harvey           | Petter Northug Ola Vigen Hattestad       | Alexander Panšinskij Nikita Krjukov      |
| 2013 Val di Fiemme | Alexej Petuchov Nikita Krjukov      | Marcus Hellner Emil Jönsson              | Nikolay Chebotko Alexej Poltoranin       |
| 2015 Falun         | Finn Hågen Krogh Petter Northug     | Alexej Petuchov Nikita Krjukov           | Dietmar Nöckler Federico Pellegrino      |
| 2017 Lahti         | Nikita Krjukov Sergej Usťugov       | Dietmar Nöckler Federico Pellegrino      | Sami Jauhojärvi Iivo Niskanen            |
| 2019 Seefeld       | Emil Iversen Johannes Høsflot Klæbo | Gleb Retivykh Alexandr Bolšunov          | Francesco De Fabiani Federico Pellegrino |
| 2021 Oberstdorf    | Erik Valnes Johannes Høsflot Klæbo  | Ristomatti Hakola Joni Mäki              | Alexandr Bolšunov Gleb Retivykh          |
| 2023 Planica       | Pål Golberg Johannes Høsflot Klæbo  | Francesco De Fabiani Federico Pellegrino | Renaud Jay Richard Jouve                 |
| 2025 Trondheim     | Erik Valnes Johannes Høsflot Klæbo  | Ristomatti Hakola Lauri Vuorinen         | Oskar Svensson Edvin Anger               |